# Bredy
Bredy (russisch Бре́ды) ist eine ländliche Siedlung in der Oblast Tscheljabinsk (Russland) mit 8790 Einwohnern (Stand 2021).

## Geographie
Die Siedlung liegt im südöstlichen Vorland des Ural, gut 300 km Luftlinie südlich der Oblasthauptstadt Tscheljabinsk und knapp 30 km von der Grenze zu Kasachstan entfernt. Durch Bredy fließt die Sintaschta (kasachisch Syntasty), linker Quellfluss des linken Tobol-Nebenflusses Schelkuar.
Bredy ist Verwaltungszentrum des gleichnamigen Rajons Bredy.

## Geschichte
Der Ort wurde 1843 als Stützpunkt der Orenburger Kosaken gegründet und nannte sich zunächst Posten (Post) oder Abschnitt (Utschastok) Nr. 13 des Nowolineiny rajon. Als Nowolineiny rajon („Neuer Linien-Rajon“) wurde das zuvor nur sehr dünn besiedelte und landwirtschaftlich kaum genutzte Gebiet entlang der damaligen Grenzlinie des Russischen Reiches zu den noch nicht kolonialisierten Steppengebieten des späteren Russisch-Turkestans zwischen den Festungen Orsk und Troizk bezeichnet. Auf Befehl des Zaren Nikolai I. wurden hier in den 1840er Jahren Kosaken aus dem Hinterland, teilweise aus dem aufgelösten Stawropoler Kalmücken-Regiment, auf 32 Abschnitten angesiedelt.
Viele der Abschnitte bzw. Siedlungen erhielten später die Namen von Schauplätzen russischer Siege – meist unter der Beteiligung von Kosakenregimentern – in den Kriegen des 19. Jahrhunderts; so auch Bredy nach der niederländischen Stadt Breda, dessen Festung im „Vaterländischen Krieg“ gegen Napoléon am 9. Dezember 1813 von russischen Truppen unter General Alexander von Benckendorff eingenommen wurde.
Im Rahmen einer Verwaltungsreform wurde Bredy am 4. November 1926 Verwaltungszentrum eines Rajons. 1940 erhielt es den Status einer Siedlung städtischen Typs. Die Einwohnerzahl des Ortes wuchs im Rahmen der Kampagne zur Urbarmachung der Steppengebiete des südlichen Westsibirien und nördlichen Kasachstan („Neulandgewinnung“ oder „Zelina“) beträchtlich an, sank in Folge aber wieder.
1992 wurde Bredy wieder zu einer ländlichen Siedlung heruntergestuft.

### Bevölkerungsentwicklung
| Jahr | Einwohner |
| ---- | --------- |
| 1939 | 8.756     |
| 1959 | 14.311    |
| 1970 | 10.209    |
| 1979 | 9.334     |
| 1989 | 10.104    |
| 2002 | 10.526    |
| 2010 | 9.468     |

Anmerkung: Volkszählungsdaten

## Kultur und Sehenswürdigkeiten
In der Siedlung Bredy befindet sich das Historische und Heimatmuseum des Rajons mit Schwerpunkt auf der Geschichte der Besiedlung des Gebietes durch Kosaken und lokalem Kunsthandwerk (Perlen- und Strohflechterei, Keramik, Holzschnitzerei).
Im 20 km südöstlich gelegenen Dorf Naslednizki an der Grenze zur benachbarten Oblast Orenburg sind Teile der ersten russischen Festung des Gebietes erhalten, deren Grundstein am 15. Mai 1835 gelegt wurde. Dort befindet sich die Alexander-Newski-Kirche von 1844.
Auf dem Territorium des Rajons Bredy liegen die frühbronzezeitlichen archäologischen Fundorte Sintaschta und Arkaim.

## Wirtschaft und Infrastruktur
In Bredy als Zentrum eines Landwirtschaftsgebietes gibt es hauptsächlich Betriebe der Lebensmittelindustrie, außerdem der Baumaterialienwirtschaft. Im Rajon werden Getreide und Sonnenblumen angebaut sowie Schweine und Rinder gehalten.
Die Siedlung liegt an der 1930 – nach Zerstörungen im Russischen Bürgerkrieg – endgültig fertiggestellten, zweigleisigen und seit 1968 elektrifizierten Eisenbahnstrecke (Tscheljabinsk –) Troizk – Orsk (Streckenkilometer 209 ab Solotaja Sopka südlich Troizk, wo sie von der Strecke Richtung Qostanai in Kasachstan abzweigt). In Bredy kreuzen sich die Regionalstraßen von Kartaly entlang der Bahnstrecke in Richtung Orsk sowie von Sibai zur kasachischen Grenze (von dort weiter Richtung Schitiqara).

## Söhne und Töchter der Gemeinde
- Petro Korol (1941–2015), Gewichtheber